# زبان بوریاتی
زبان بوریاتی زبانی مغولی است که مردم بوریات در روسیه و مناطق مرزی مغولستان و نیز به صورت معدود در کشور چین بدان تکلم می‌کنند.این زبان از شاخه زبان‌های مغولی شناخته شده‌است و گویش‌های متعددی را نیز دربر میگیرد.شمار کل گویشوران این زبان را حدود چهارصدهزار تن دانسته‌اند.

## نمونه زبانی
|    | فارسی | زبان مغولی | بوریات  |
| 1  | یک    | Nigen      | Negen   |
| 2  | دو    | Qoyar      | Khoyor  |
| 3  | سه    | Ghurban    | Gurban  |
| 4  | چهار  | Dorben     | Dyrben  |
| 5  | پنج   | Tabun      | Taban   |
| 6  | شش    | Jirghughan | Zurgaan |
| 7  | هفت   | Dologhan   | Doloon  |
| 8  | هشت   | Naiman     | Nayman  |
| 9  | نه    | Yisun      | Yuhen   |
| 10 | ده    | Arban      | Arban   |